# 阿吉杰布
阿吉杰布（藏語：ཨ་སྐྱིད་རྒྱལ་པོ，威利转写：a skyid rgyal po），11世纪时西藏工布地区的统治者。

## 生平
阿吉出生于米林，是工噶布王的后代。阿吉从小聪慧过人，13岁娶妻成家。阿吉成年时，工布地区时局混乱，阿吉被民众推举为首领，被尊称为“阿吉杰布”（杰布在藏语中意为“王”）。阿吉带领民众英勇作战，完成了工布的统一。

## 相关
相传，工布新年起源于阿吉杰布时期的一次征兵。